# Monasterio de Scharnitz
El Monasterio de Scharnitz (en alemán, Kloster Scharnitz; en latín, Monasterium in solitudine Scaratiense) fue un antiguo monasterio benedictino erigido en el pueblo de Klais (municipio de Krün, Baviera). Pertenecía al antiguo Obispado de Frisinga, ahora la Archidiócesis de Múnich y Frisinga.
Se desconoce el lugar exacto de su construcción: Se ha tratado de identificar la pequeña iglesia parroquial medieval del lugar de Klais (perteneciente al municipio de Krün y bajo la misma advocación), como el asentamiento inicial del Monasterio de Scharnitz (Scaritia). En 1972 se encontraron restos de un monasterio benedictino, que los expertos designaron como "notables", desenterrados durante las excavaciones arqueológicas en Klais.

## Historia

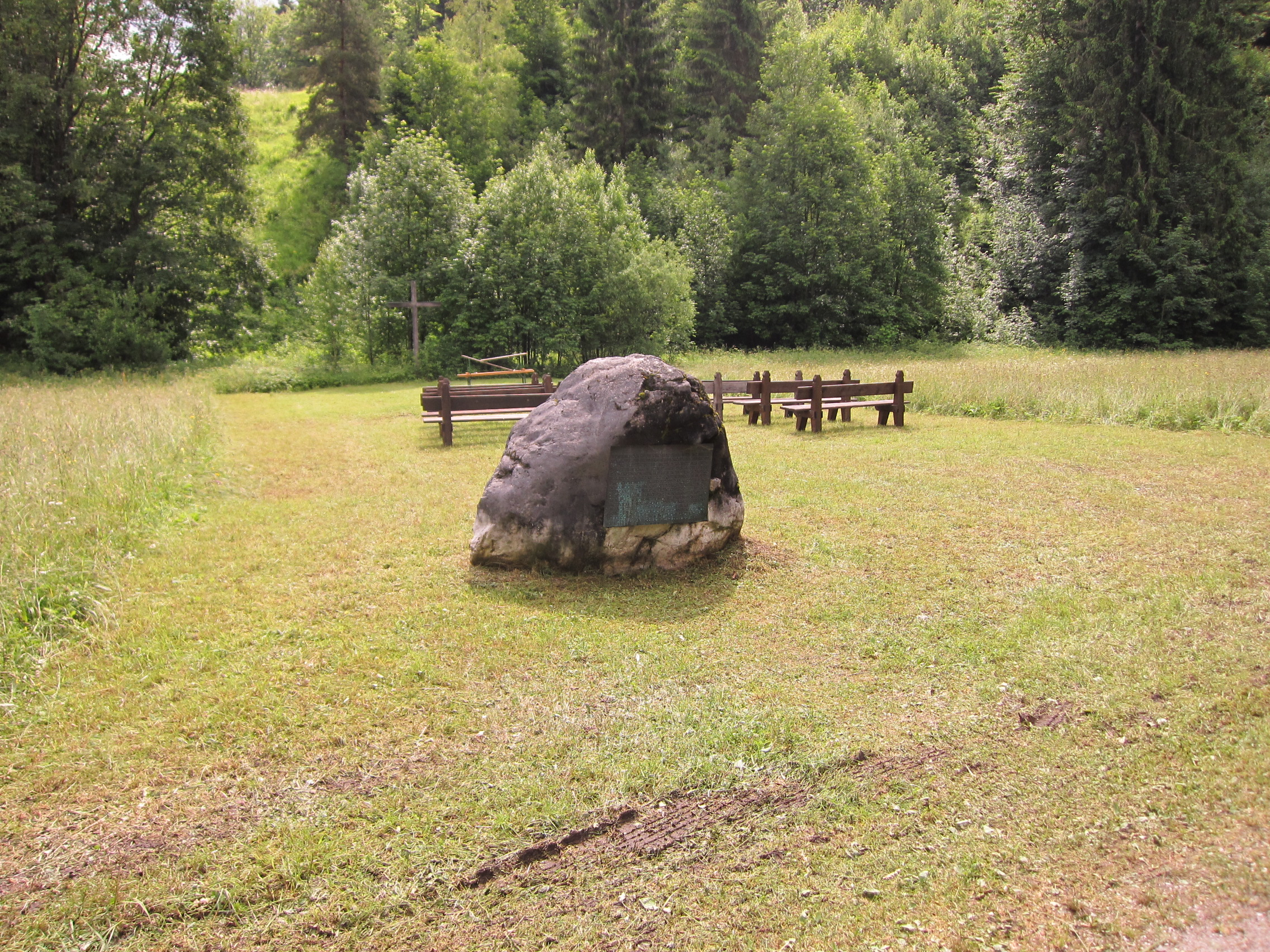
Hito señalando el lugar donde estuvo erigido el Monasterio de San Pedro y San Pablo de Scharnitz, en el Campo de la iglesia (Im Kirchfeld) de la población de Klais, municipio de Krün, junto a los restos de la Vía Raetia

El monasterio se consagró bajo la advocación de San Pedro y San Pablo en el año 763, bajo la protección de sus patronos laicos (Vogte) y fundadores, los hermanos Regimperto e Irminfrido de la familia Uradel local de los huosi. Su primer abad, Arbeo, fue nombrado por el entonces obispo José de Frisinga. Los donantes dotaron al monasterio con su propio patrimonio, inusualmente rico, con el consentimiento del duque Tasilón III.
Entre 769 y 772, por consejo del ya obispo (desde 764) Arbeo de Frisinga, se trasladó al Monasterio de Schlehdorf, junto al Kochelsee, bajo su primer abad Atto de Frisinga, sucesor en el Obispado de Frisinga de Arbeo. 
Se desconocen los motivos que sugirieron ese traslado al obispo (y primer abad del monasterio de Scharnitz), apenas nueve años después de su fundación. Ciertamente, es concebible que Scharnitz hubiera demostrado ser un lugar demasiado inhóspito y climáticamente inadecuado, elegido solo porque haya sido un lugar importante para la familia de los donantes huosi, tal vez incluso su sede ancestral.